# Cyrtandra polyantha
Cyrtandra polyantha är en tvåhjärtbladig växtart som beskrevs av Charles Baron Clarke. Cyrtandra polyantha ingår i släktet Cyrtandra och familjen Gesneriaceae. IUCN kategoriserar arten globalt som akut hotad. Inga underarter finns listade i Catalogue of Life.